# 27658 Dmitrijbagalej
27658 Dmitrijbagalej (tên chỉ định: 1978 RV) là một tiểu hành tinh vành đai chính. Nó được phát hiện bởi Nikolai Chernykh ở Đài vật lý thiên văn Crimean gần Nauchnyj, Ukraine, ngày 1 tháng 9 năm 1978. Nó được đặt theo tên Dmitrij Ivanovich Bagalej, một nhà lịch sử học, một chuyên viên, hiệu trưởng của trường đại học Kharkov. Ông nghiên cứu về lịch sử của Ukraina, Nga, Litva.Từ năm 1914 đến năm 1917, ông đứng đầu thị trấn Kharkov.